# Michelle Sweeney
Pour les articles homonymes, voir Sweeney.
Michelle Sweeney est une actrice et chanteuse de jazz née à Cleveland, en Ohio.

## Biographie
Originaire de Cleveland, Ohio, elle déménage à Montréal, Québec dans les années 1980 pour jouer avec le Montreal Jubilation Gospel Choir et est restée basée à Montréal depuis.
En plus de jouer de la musique jazz, soul et blues, elle est apparue aux côtés de Ranee Lee et Anthony Sherwood dans une production de 1986 de Ain't Misbehavin'. Elle a formé son propre groupe, les Good News Singers, en 1987 et a sorti son premier single ; Our Love, cette année-là. En 1988, elle est apparue à la télévision québécoise aux côtés de Céline Dion et Johanne Blouin, interprétant un medley de Aquarius / Let the Sunshine In de la comédie musicale Hair ainsi que  Quand on arrive en ville de la comédie musicale Starmania.
En 1989, elle a joué dans une production de la revue de jazz Eubie!, et l'année suivante, elle est apparue comme guide touristique dans le film de docufiction The Company of Strangers. Elle a également choisi d'autres rôles au cinéma et à la télévision tout au long de sa carrière, notamment dans un rôle régulier en tant que directrice d'école Mme Morton dans la série canadienne de comédie pour adolescents Student Bodies de 1997 à 2000.
En 1998, elle est apparue dans une production de la comédie musicale Elegies for Angels, Punks and Raging Queens.
En 2000, Sweeney a remporté le prix d'excellence Martin Luther King Jr. pour ses réalisations professionnelles.
En 2020, Sweeney créé son propre one-woman show original Her Songs, My Story, où elle mêle la musique d'Aretha Franklin avec des souvenirs personnels de sa propre vie, y compris la révélation de ses souffrances pendant de nombreuses années en tant que victime de violence familiale lors de son mariage antérieur.

## Filmographie
- 1988 : God Bless the Child (TV)
- 1988 : Liberace: Behind the Music : Nurse No 1
- 1990 : Strangers in Good Company : Michelle
- 1995 : Size 8 1/2 : Nurse
- 1999 : Voyeur (Eye of the Beholder) : Salvo
- 2000 : Stardom
- 2000 : L'Art de la guerre (The Art of War) : Diner waitress
- 2000 : Love Song (TV) : Thelma Johnson
- 2000 : La Liste (The List) : Prison Guard
- 2001 : Nuit de noces : Femme de chambre
- 2001 : Braquages (Heist) : Waitress
- 2002 : Jack & Ella : Cashier
- 2003 : Confessions d'un homme dangereux (Confessions of a Dangerous Mind) : J. Sweeney
- 2004 : The Wool Cap (TV) : Jamal's Grandmother